# 格倫奧克斯 (亞利桑那州)
格倫奧克斯（英語：Glen Oaks）是位於美國亞利桑那州亞瓦派縣的一個非建制地區。該地的面積和人口皆未知。

## 地理
格倫奧克斯的座標為34°26′35″N 112°32′55″W / 34.44306°N 112.54861°W，而該地的平均海拔高度為1675米（即5495英尺）。